# Власівська балка
Вла́сівська ба́лка — ботанічний заказник загальнодержавного значення в Україні. Розташований у межах Петрівського району Кіровоградської області, на південь від смт Петрове. 
Площа 130,7 га. Створений згідно з Указом Президента України від 10 грудня 1994 року № 750/94. Перебуває у віданні Петрівської селищної ради. 
Створений з метою охорони рослинного покриву і природних ландшафтів, характерних для середньої течії Інгульця. Рослинний покрив утворюють здебільшого степові угруповання з переважанням типчака. По днищу балки зростають високотравні болотні угруповання. Значні популяції утворюють види, занесені до Червоної книги України: ковила волосиста, сон чорніючий, тюльпан дібровний. Є також малопоширені в цій місцевості види — горицвіт весняний, вишня степова, мигдаль степовий.